# 五一市鎮 (保加利亞)
五一市鎮，是保加利亞中部普羅夫迪夫州的市鎮，行政中心为五一鎮，面積521.59平方公里，人口27,200，人口密度每平方公里52.15人。